# Сок (Смайлик)
Сок — 1 серия мультсериала «Смайлик»

## Создатели
- Сценарист: Олег Кузовков
- Режиссёр: Денис Червяцов
- Художник-постановщик: Илья Трусов
- Художник по персонажам: Марина Нефёдова
- Ведущий аниматор: Марина Нефёдова
- Художники: Елена Зацепина, Юлия Ивашкина
- 2D моделирование: Андрей Лопатин
- Композитор: Василий Богатырёв
- Звукорежиссёр: Борис Кутневич
- Актёры: Понго Медведев, Павел Барков, Роман Зеонубдов, Давид Сергеевич, Вадим Смайликов
- Текст читает: Игорь Волк
- Ассистенты: Татьяна Шлома, Михаил Тарасов, Алексей Плугарь, Алексей Федорович
- Режиссёр-аниматор видеозаставки: Ринат Газизов
- Автор идеи и руководитель проекта: Олег Кузовков
- Продюсеры: Андрей Добрунов, Олег Кузовков
- Директор картины: Дмитрий Ловейко
- Фильм снят при участии компании «Амедиа Визуальные Эффекты»
  - Супервайзеры серии: Виктор Лакисов, Кира Скалецкий
  - Линейный продюсер: Мария Дёмина
  - Технический директор: Андрей Гридчин
  - Системный: Владимир Новиков
  - Художник: Игорь Сандимиров
  - Супервайзер анимации: Ольга Баулина
  - Аниматоры: Татьяна Михина, Ярослав Якименко, Дима Мальцева, Алексей Борзых, Вика Настанюк, Владимир Иустинов, Моделер, Александр Якименко, Ксения Солтус
  - Супервайзеры «Лайтинг ТД»: Александр Мазуренко, Анатолий Саленков, Ксения Солтус, Павел Смирнов, Антон Маслов, Александр Исаков, Евгений Чащин
  - Техническая поддержка: Евгений Чащин, Владимир Магометов
  - Компоузинг: Игорь Сандимиров, Евгений Чащин, Игорь Никитин, Алексей Яковлева
  - Оператор монтажа: Юрий Макаренко

## Факты
- Первая серия была создана студией «Смайл Продакшн» совместно со студией «Asymmetric VFX Studio».
- Оригинальная серия ознаменовала первое появление Пришельца в сериале.
- В серии «Воспоминания» Смайлик и Пришелец вспоминают события из этой серии.
- Моменты из этой серии Смайлик вспоминает в серии «Хэллоуин».
- В серии «Давайте праздновать!» присутствует сцена, напоминающая сцену из начала серии.
- Аниматик серии был полностью озвучен Ярославым Матлашовым.
- В 1-2 сезоне, название серии читает Ярослав Матлашов.